# قنديل لبدة الأسد
قنديل لِبْدَة الأسد أو هلام لبدة الأسد أو  قنديل عُرف الأسد[بحاجة لمصدر] (Cyanea capillata) هو نوع من أنواع قناديل البحر يسمى لِبْدَة الأسد وهو أكبر قنديل في العالم ويصل عرض جسمه إلى 3 أمتار وطول مجساته 37 متر. وأضخم نوع منه تم اكتشافه سنة 1864 ووصل طوله إلى 55 متر. تعيش معظم هذه القناديل في القطب الشمالي وشمال المحيط الهادئ، بدءًا من ألاسكا وصولًا إلى واشنطن، حيث تتواجد في المياه الباردة.

## سبب التسمية
يعود الاسم الشائع "بدة الأسد" إلى الشكل المميز للمجسات الطويلة التي تشبه الشعر، والتي تتدلى من الجانب السفلي لجسمها على هيئة جرس.

## التكوين
يقع الفم في الجزء السفلي من الجرس، محاطًا بمخالب مقسمة إلى ثماني مجموعات، تحتوي كل منها على حوالي 150 مجسًا. هذه المجسات مزودة بكيسات خيطية تحتوي على سم يصعق الفريسة عند تغليفها. غالبًا ما يكون الجزء العلوي من الجرس بلون أصفر داكن أو أحمر، ويكون سميكًا في المنتصف ورقيقًا نحو الحواف. كما يتمتع قنديل البحر المعروف باسم "عرف الأسد" بقدرات مضيئة بيولوجيًا، مما يتيح له إنتاج ضوءه الخاص والتوهج في الظلام تحت الماء.

## تكاثره
يتكاثر قنديل بحر عرف الأسد في الفترة من مارس إلى أوائل مايو عن طريق الإخصاب الخارجي. تستقر اليرقات في قاع البحر وتتطور إلى سلائل، والتي تنمو في النهاية لتصبح قناديل البحر خلال فترة تتراوح بين 30 إلى 40 يومًا. أشارت الأبحاث العلمية إلى أن قناديل البحر تزدهر في المناطق التي تتأثر بالنشاط البشري. ساعد الصيد الجائر، وتغير المناخ، والتلوث في زيادة تواتر أسراب قناديل البحر، مما أدى إلى تقليل أعداد الحيوانات المفترسة والمنافسين الرئيسيين للهلام وزيادة فرائسها. أدت هذه العوامل إلى خلق بيئة مواتية لهذا النوع، مع وجود قلة من التهديدات المعروفة لقنديل البحر عرف الأسد أو أنواع الهلام الأخرى.

## نمط معيشته وخطورته
قنديل بحر عرف الأسد من السباحين القادرين على تغطية مسافات كبيرة حتى في ظل وجود تيارات بحرية قوية. بينما يفضل معظم قناديل البحر السباحة بمفردها، يمكن أن تتشكل أحيانًا أسراب كبيرة نتيجة لانتشار العواصف أو المد والجزر. أما خطورته تكمن في استخدام اللدغة القوية لمجساته، حيث يصطاد قنديل بحر عرف الأسد الأسماك الصغيرة والقشريات وحتى قناديل البحر الأخرى لتلبية احتياجاته الغذائية. وعلى عكس الرجل البرتغالي القاتل ودبابير البحر، فإن لسعة عرف الأسد تسبب ألمًا واحمرارًا مؤقتين، لكنها ليست خطيرة بشكل مميت.

## فوائده للبيئة والنظام البيئي
لقنديل بحر عرف الأسد دور هام في النظام البيئي البحري ويقدم العديد من الفوائد البيئية، منها:
- توازن النظام البيئي: يُعتبر قنديل عرف الأسد عنصرًا أساسيًا في سلسلة الغذاء البحرية، حيث يتغذى على الأسماك الصغيرة واللافقاريات، مما يساعد في تنظيم أعداد هذه الكائنات والحفاظ على توازن البيئة.
- تنظيف المياه: يعمل قنديل عرف الأسد كمنظف طبيعي للمياه، إذ يتغذى على الجزيئات العضوية والفضلات في المحيط، مما يُسهم في تحسين جودة المياه وتنقيتها.
- حماية الشعاب المرجانية: رغم أن زيادة أعداد قنديل عرف الأسد قد تضر بالشعاب المرجانية، إلا أن وجوده يمكن أن يمنع انتشار أنواع قناديل البحر الأخرى التي تكون أكثر ضررًا.
- جذب السياح: يُعتبر وجود قنديل بحر عرف الأسد في المحيطات عامل جذب للسياح والغواصين، مما يُساهم في تعزيز السياحة البحرية والحفاظ على التنوع البيولوجي في المنطقة.[3]